# Red Baron (počítačová hra)
Red Baron je počítačový simulátor z roku 1990. Odehrává se za první světové války a její název je převzat z přezdívky Červeného barona Manfreda von Richthofen, tehdejšího nejslavnějšího leteckého esa. Hráč se může zúčastnit leteckých bojů na straně Trojspolku i Dohody. Hra obsahuje celkem 17 odlišných bojových strojů, přičemž každý disponuje odlišnými vlastnostmi a výzbrojí. Nabízí dva základní herní režimy – příběhový a "z očí do očí," souboj s jedním protivníkem. Zalétat si můžete proti několika slavným letcům světové války, jako je Manfred nebo jeho bratr Lothar von Richthofen. Hra končí datem 11. listopadu 1918, kdy bylo podepsáno příměří.
V příběhovém módu si hráč volí stranu, za kterou bude bojovat. To samozřejmě omezuje typy letadel, kterými bude moci létat. Hráč začíná jako velitel letky, kde velí pouze několika letadlům. Časem se letka rozroste, hráč stoupá po hodnostech vzhůru. Umělá inteligence spřátelených letadel je poměrně uspokojivá a spoluhráči dokáží i delší dobu přežít bez hráčovy pomoci. Cíle jsou různé, např. eskorta průzkumných letounů či bombardérů, ničení vzducholodí (zepelínů) či pátracích balonů nebo ničení nepřátelské letky. Speciálním typem misí jsou pak vzdušné souboje proti nepřátelským leteckým esům. Ty hráč získává, pokud jeho věhlas dostatečně stoupne, formou nabídky konkrétního esa k souboji. Tu může buď odmítnout, nebo souhlasit. Souboje se vedou buď jeden proti jednomu nebo jeden proti celé letce.